# 海南脊蛇
海南脊蛇（学名：Achalinus hainanus）为游蛇科脊蛇属的爬行动物，是中国的特有物种。分布于海南等地。该物种的模式产地在海南岛尖峰岭。其种加词“hainanus”意为“海南的”。

## 保护
本种于2023年被收录入《有重要生态、科学、社会价值的陆生野生动物名录》。